# Louisa Lennox
Lady Louisa Lennox (5 décembre 1743 – août 1821) est une noble Irlandaise. Elle est la troisième des célèbres Lennox Sœurs et est connue par avoir eu vie tranquille consacrée aux œuvres sociales.

## Biographie
Elle est la troisième des quatre sœurs Lennox immortalisée dans le livre de Stella Tillyard Aristocrates: Caroline, Emilie, Louisa, et Sarah Lennox et dans la série télévisée de la BBC. Elles sont les filles de Charles Lennox (2e duc de Richmond) et Lady Sarah Cadogan. Leur grand-père, Charles Lennox (1er duc de Richmond), est un fils illégitime du roi Charles II d'Angleterre.
Louisa est encore un enfant quand ses parents sont décédés dans l'année les uns des autres en 1750 et 1751. Après cela, Lady Louisa est élevée par sa sœur aînée Emily Lennox, dans le comté de Kildare. En 1758, à l'âge de 15 ans, elle épouse Thomas Conolly (1738-1803), petit-neveu de William Conolly, président de la Chambre des communes irlandaise. Son mari, un riche propriétaire foncier et vif cavalier, est aussi un homme politique qui est élu au Parlement dès 1759. Le couple vit dans le manoir de style Palladien de Castletown House dans le Comté de Kildare. Leur résidence d'été « Cliff House », sur les rives de la Rivière Erne entre Belleek, dans le Comté de Fermanagh et Ballyshannon dans le Comté de Donegal est démolie dans le cadre d'un projet hydroélectrique, dans les années 1950.
Ils n'ont pas d'enfant, et décident de se consacrer au bien-être des jeunes enfants issus de milieux défavorisés, contribuant à des initiatives d'éducation et de formation pour les enfants trouvés. Ils développent l'une des premières écoles de formation professionnelle tournées vers l'Industrie. Louise prend un intérêt personnel dans l'encadrement des étudiants. Lady Louisa adopte quasiment sa nièce Emily Napier (1783-1863), la fille de sa sœur Sarah Lennox. Emily, qui passe de longs mois avec sa tante dans le comté de Kildare, épouse Sir Henry Bunbury (7e baronnet), et déménage dans le Suffolk, bien qu'elle soit restée proche de sa tante jusqu'à sa mort.
Thomas Conolly meurt en 1803. À sa mort, la majeure partie de ses propriétés, qui comprennent le château de Wentworth, sont passés à un parent éloigné, Frédéric Vernon. Lady Louisa reçoit Castletown House et certains placements liquides et des propriétés urbaines, qui lui permettent de vivre dans le confort et continuer ses activités sociales jusqu'à sa propre mort en 1821. Elle lègue ces importantes propriétés à un petit-neveu, Edward Michael Pakenham (petit-fils d'Harriet, sœur de Thomas), plus tard député de Donegal.